# Pekka Ervast

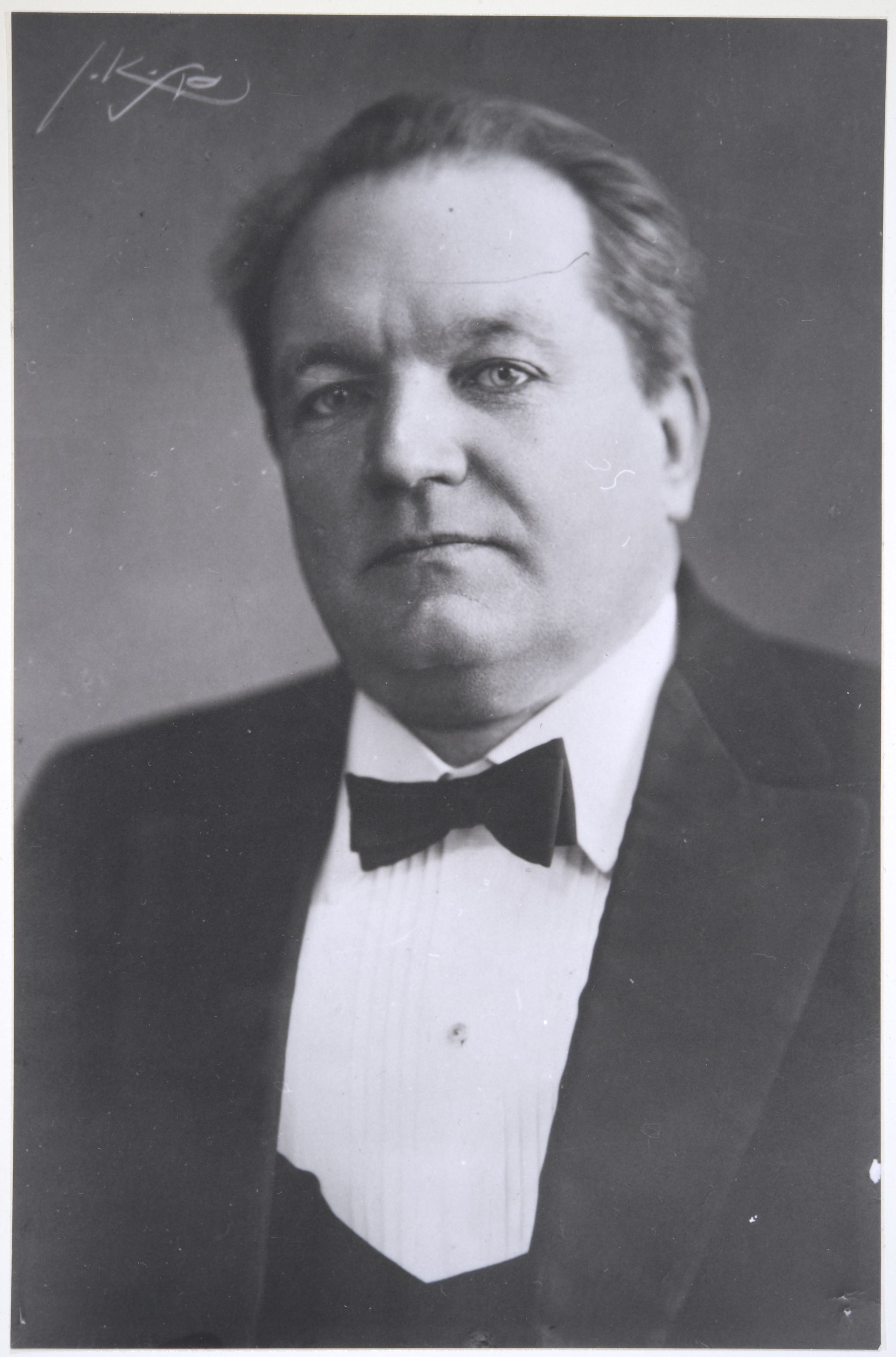
Pekka Ervast in den 1920er Jahren

Pekka Elias Ervast (* 26. Dezember 1875 in Helsinki; † 22. Mai 1934 ebenda) war ein finnischer Autor. Er verfasste zahlreiche theosophische Bücher und war der erste Präsident der Finnischen Sektion der Theosophischen Gesellschaft. Im Jahr 1920 gründete er mit seinen Anhängern die Ruusu-Risti-Vereinigung.

## Leben

### Kindheit und Jugend
Pekka Ervast wurde am 26. Dezember 1875 in Helsinki geboren und erhielt bei der Taufe den Vornamen Petter Elias. Sein Vater war Petter Edvard Ervast, ein Magister der Philosophie und hoher Beamter bei der Finnischen Eisenbahn. Die Mutter war Hilma Natalia, geborene Törnroos. Die Familie gehörte zu den Finnlandschweden und sprach Schwedisch. Pekka war der älteste von insgesamt fünf Kindern, von denen nur drei das Erwachsenenalter erreichten. Die Mutter starb, als Pekka acht Jahre alt war. Die Familie war Mitglied der evangelisch-lutherischen Kirche. Laut eigenen Aussagen ist ihm am 24. Dezember 1893 im Dom von Helsinki während der Eucharistie Jesus Christus erschienen. Im gleichen Jahr begann er nach erfolgreichem Abitur an der Universität Helsinki romanische Sprachen und Literatur der Renaissance zu studieren. Später kamen auch Deutsch und Englisch sowie Theorie der Poesie, Geschichte der Moralphilosophie, Psychologie, Indische Religionsgeschichte, Sanskrit und Philosophie dazu.
Im Januar 1894 las er erste theosophischen Bücher, unter anderem die schwedischen Übersetzungen der Werke „The Occult World“ und „The Esoteric Buddhism“ von A. P. Sinnett und „The Mystery of the Ages Contained in the Secret Doctrine of All Religions“ von Gräfin Marie Sinclair Caithness. Im Herbst 1895 trat er in die Theosophische Gesellschaft ein. Im selben Jahr erfolgte die Spaltung der Gesellschaft. Die Anhänger von W. Q. Judge, dem Leiter der amerikanischen Sektion der Theosophischen Gesellschaft, bildeten eine eigene theosophische Gesellschaft, die sich von der Muttergesellschaft trennte. Kurz darauf kam er mit den Lehren von Lew Tolstoi in Berührung und entdeckte für sich den tieferen Sinn der Bergpredigt Jesu. Seiner Meinung nach waren die Gebote der Bergpredigt Anweisungen, nach denen ein Wahrheitssucher sein Leben richten sollte. Daraufhin wurde er Vegetarier und strikter Anhänger des Pazifismus. Den 13. Oktober 1896 nannte er als Datum seiner geistigen Wiedergeburt. Er verließ die Universität, da er der Meinung war, dass dort nicht ernsthaft nach dem wahren Sinn des Lebens gesucht wurde. Nach einem Gespräch mit dem finnischen Schriftsteller Arvid Järnefelt beschloss er, eine körperliche Arbeit aufzunehmen. Er machte eine Schreinerlehre, brach aber ab in der Erkenntnis, dass das Schreiben seine eigentliche Aufgabe sei.
Zu seiner Lektüre gehörten unter anderem die „Geheimlehre“ von H. P. Blavatsky und „Die Weiße und Schwarze Magie“ von Franz Hartmann sowie die von Hartmann herausgegebene Zeitschrift „Lotusblüthen“. Ferner las er Werke von Platon, Meister Eckhart, Heinrich Seuse, Johannes Tauler, Agrippa von Nettesheim, Paracelsus, Giordano Bruno, Jacob Böhme und Emanuel Swedenborg. Seine eigentliche Arbeit für die Theosophie begann er im Jahr 1897. Er verfasste Zeitungsartikel, hielt theosophische Vorträge und veröffentlichte sein erstes Buch. Er arbeitete anfangs mehr in schwedischer als in finnischer Sprache und machte mehrere Reisen nach Schweden. Erst Anfang des zwanzigsten Jahrhunderts fing er an, zunehmend in finnischer Sprache zu schreiben und Vorträge zu halten, da er zu der Überzeugung gekommen war, dass seine Arbeit für die gesamte finnische Bevölkerung bestimmt sei.

### Präsident der finnischen Sektion der Theosophischen Gesellschaft
Im Jahr 1907 wurde in Helsinki die finnische Sektion der Theosophischen Gesellschaft gegründet. Pekka Ervast wurde einstimmig zum Vorsitzenden gewählt. 1911 gründete die Leitung der Theosophischen Gesellschaft den „Orden des Sterns des Ostens“, der den Inder Jiddu Krishnamurti als die Inkarnation Jesu und den werdenden Weltlehrer propagierte. Daraufhin begann Ervast, Zweifel gegen die Leitung der Theosophischen Gesellschaft zu hegen. Im April 1912 machte Rudolf Steiner, der Leiter der damaligen Deutschen Theosophischen Gesellschaft, eine Reise nach Finnland und beteiligte sich an der Jahresversammlung der finnischen Sektion der Theosophischen Gesellschaft. Einer der Teilnehmer dieser Jahresversammlung war Johan Richard Hannula, der später ein treuer Mitarbeiter und enger Freund von Ervast wurde und nach dessen Tode über die geistige Stellung des Pekka Ervast mehrere Bücher verfasste.

### Gründung der Ruusu-Risti-Gesellschaft
Beim Ausbruch des Ersten Weltkrieges wurde seitens der Leitung der internationalen Theosophischen Gesellschaft erklärt, dass die Meister der Weisheit sich im Krieg an die Seite der Alliierten und gegen die Mittelmächte stellen würden. Pekka Ervast wurde der Vorwurf gemacht, dass er in der von ihm herausgegebenen theosophischen Zeitschrift „Tietäjä“ den Standpunkt der führenden Personen der Theosophischen Gesellschaft seinen Lesern nicht bekannt gab. Ervast war der Meinung, dass es Gotteslästerung sei, Gott, Christus oder die Meister der Weisheit mit den Bluttaten der Kriegsheere in Verbindung zu bringen. Die Meinungsverschiedenheiten führten schließlich dazu, dass Ervast mit seinen Anhängern die Theosophische Gesellschaft verließ und am 14. November 1920 eine neue Gesellschaft unter dem Namen Ruusu-Risti gründete. Der Name ist die finnische Entsprechung des Wortes Rosenkreuz und enthält den Hinweis auf die seit dem 17. Jahrhundert bekannte mystische Bruderschaft der Rosenkreuzer. Die Ruusu-Risti-Gesellschaft von Pekka Ervast setzte es sich jedoch zur Aufgabe, den „ursprünglichen Geist der Theosophie“ von H. P. Blavatsky zu vertreten. Zugleich orientierte sie sich am esoterischen Christentum und den ethischen Grundsätzen der Bergpredigt Jesu.
Ervast begründet den Namen wie folgt: „Der Name Rosenkreuz beinhaltet den Hinweis auf die religiöse Aufgabe der neuen Gesellschaft: sie erforscht alle Religionen und Mythologien, erreicht bei ihren Forschungen die Mysterien Jesu Christi und ist bestrebt, in ihrem Geiste zu leben. Sie belebt also auch den wesentlichen Geist des Christenglaubens und hilft den westlichen Kirchen, die sinnbildliche, mystische und geheimwissenschaftliche Bedeutung ihrer Lehrsätze zu verstehen. Als lebendiger Strom des Geistes reinigt und erneuert sie das innere und äußere Leben der Gläubigen.“ Später nannte Ervast seine Theosophie auch „Christosophie“. Im Jahr 1921 verfasste er ein englischsprachiges Rundschreiben mit dem Titel Die Aufgabe der Theosophischen Gesellschaft, das an ca. 900 Adressen, vorwiegend an die Logen der Theosophischen Gesellschaft, rund um die Welt geschickt wurde. Es enthielt seinen Vorschlag über die Gründung eines allgemeinen Verbandes oder einer Vereinigung der theosophischen und gleichgesinnten Gesellschaften mit einem internationalen Büro und einer Zeitschrift sowie regelmäßig stattfindenden Weltkonferenzen. Dieses Vorhaben wurde jedoch nicht verwirklicht.

### USA-Reise und Tod
Im Herbst 1933 reiste Ervast in die USA und verbrachte den Winter in der kleinen Stadt Ojai in Kalifornien, um sich auszuruhen und seinen autobiografischen Roman „Suuri seikkailu“ („Das große Abenteuer“) zu schreiben. Anfang Mai 1934 kehrte er zurück nach Finnland. Sein Gesundheitszustand hatte sich unterwegs verschlechtert. Am 22. Mai unterschrieb er den Vertrag über die Vergabe der Rechte an seinem in Kalifornien geschriebenen Roman. Am selben Abend starb er zu Hause.

## Vermächtnis

### Lebenswerk und Einfluss auf die finnische Kultur
Zum Lebenswerk von Pekka Ervast gehören circa 100 Bücher, darunter auch Werke, die anhand der stenographierten Notizen von seinen mündlichen Vorträgen zusammengefasst wurden. Er hielt während seiner theosophischen Tätigkeit mehr als 1.300 öffentliche Vorträge und übersetzte mehrere Bücher aus dem Englischen ins Finnische, z. B. Tao-Te-King und Dhammapada.
Zu den Visionen von Pekka Ervast gehörte auch die Gründung von Wohngemeinschaften, in denen Menschen, die ernsthaft nach der Wahrheit suchen, ihre geistige Entwicklung beschleunigen und gemeinsam für die Ziele der Theosophie arbeiten könnten. Diese Idee wurde in Finnland von Martta Horjander verwirklicht. Sie gründete 1978 die Vereinigung „Ihmisyyden tunnustajat“ (dt. „Die Bekenner der Menschlichkeit“). In den von ihr gegründeten, zurzeit in Mänttä-Vilppula in Finnland beheimateten Wohngemeinschaften (Väinölä, Toukola und Sampola) mit insgesamt ca. 40 Mitgliedern ist man bestrebt, die Ideen von Pekka Ervast im alltäglichen Leben sowie durch vielseitige Kulturarbeit in die Praxis umzusetzen. Darüber hinaus wird die Arbeit von Pekka Ervast in Finnland durch die Vereinigungen Ruusu-Risti (dt. Rosenkreuz) und Kristosofia (dt.  Christosophie) weitergeführt.

## Werke (deutsche Übersetzungen)
- Pekka Ervast, Mein Weg zur Quelle der Wahrheit (Tieni totuuden lähteelle) (PDF) 2003
- Glück und Freiheit (Onni ja vapaus) https://media.pekkaervast.net/books_files/Guck_und_Freiheit.pdf
- Die-Geheimschule-Jesu (Jeesuksen salakoulu).https://media.pekkaervast.net/books_files/Die_Geheimschule_Jesu.pdf
- Gott und das Glück (Jumala ja onni) https://media.pekkaervast.net/books_files/Gott_und_das_Gluck.pdf
- Die Botschaft der Theosophie für die heutige Zeit (Teosofian sanoma nykyajalle) https://media.pekkaervast.net/books_files/die-botschaft-der-theosophie.pdf
- Der Schlussel zur Kalevala (Kalevalan avain) https://kalevalaschluessel.blogspot.com/
- Pekka Ervast Biografie (Totuus on korkein hyve) https://pekkaervasttheosophie.blogspot.com/